# Argentina en la Copa Mundial de Fútbol de 1986
La selección de Argentina fue uno de los 24 equipos participantes en la Copa Mundial de Fútbol de 1986, torneo que se llevó a cabo del 29 de mayo al 29 de junio en México.
Fue la novena participación de Argentina, que formó parte del Grupo A, junto a Bulgaria, Corea del Sur e Italia.
Argentina, fue liderada por Diego Armando Maradona y dirigida por Carlos Salvador Bilardo, que llegó a la copa desacreditada por la difícil campaña en las eliminatorias, finalmente obtuvo su segundo título mundial tras vencer en la final a Alemania Federal por 3-2.
Al regresar al país, el plantel fue recibido en la Casa Rosada por el presidente Raúl Alfonsín.

## Clasificación

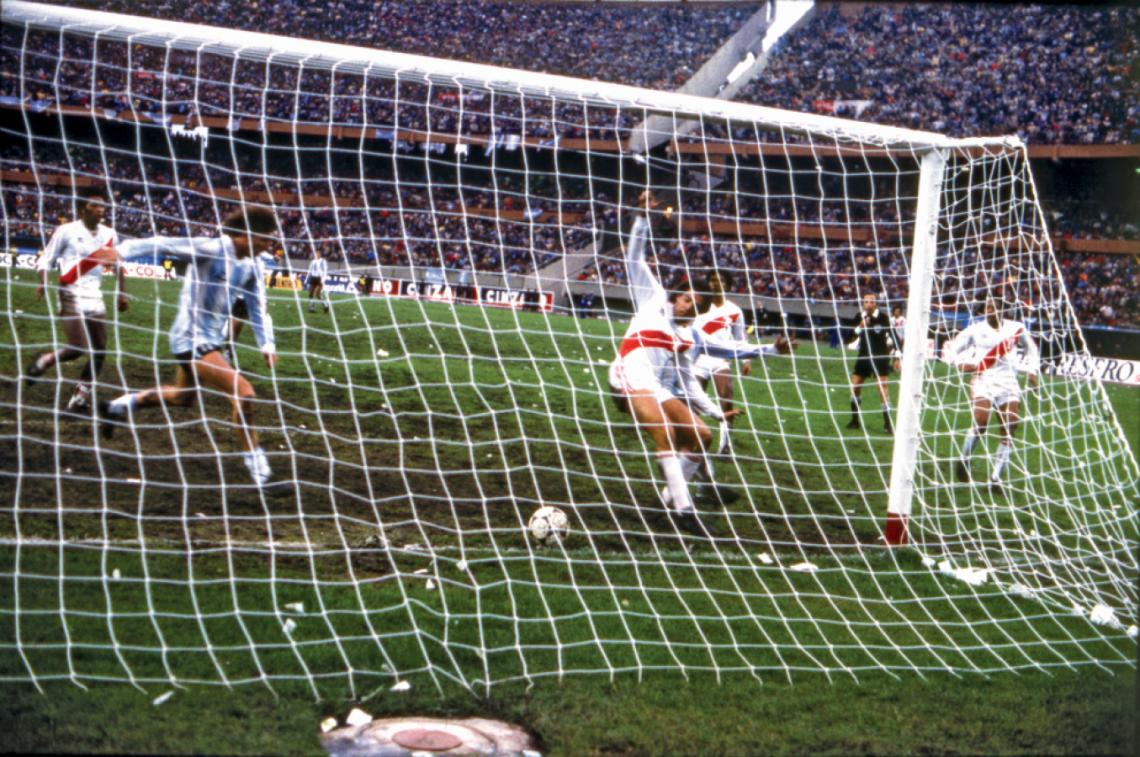
Gol de Ricardo Gareca ante Perú, en el estadio Monumental de Buenos Aires, por la última fecha de la eliminatoria.

Argentina obtuvo la clasificación de forma directa como líder del Grupo 1 de la Conmebol. La clasificación se dio con el empate 2-2 frente a Perú en el Estadio Monumental de Nuñez. El tanto marcado por Ricardo Gareca a solo 10 minutos del final del encuentro sirvió a la selección albiceleste para lograr el boleto a la máxima cita. Posteriormente para la lista final, Bilardo no tuvo en cuenta a Gareca.

### Tabla de posiciones
| Pos. | Selección | Pts | PJ | PG | PE | PP | GF | GC | Dif. |
| ---- | --------- | --- | -- | -- | -- | -- | -- | -- | ---- |
| 1.   | Argentina | 9   | 6  | 4  | 1  | 1  | 12 | 6  | 6    |
| 2.   | Perú      | 8   | 6  | 3  | 2  | 1  | 8  | 4  | 4    |
| 3.   | Colombia  | 6   | 6  | 2  | 2  | 2  | 6  | 6  | 0    |
| 4.   | Venezuela | 1   | 6  | 0  | 1  | 5  | 5  | 15 | −10  |

### Partidos
| Fecha               | Lugar         | Jornada |           | Resultado |           |
| ------------------- | ------------- | ------- | --------- | --------- | --------- |
| 26 de mayo de 1985  | San Cristóbal | 1       | Venezuela | 2:3 (1:2) | Argentina |
| 2 de junio de 1985  | Bogotá        | 2       | Colombia  | 1:3 (0:1) | Argentina |
| 9 de junio de 1985  | Buenos Aires  | 3       | Argentina | 3:0 (1:0) | Venezuela |
| 16 de junio de 1985 | Buenos Aires  | 4       | Argentina | 1:0 (1:0) | Colombia  |
| 23 de junio de 1985 | Lima          | 5       | Perú      | 1:0 (1:0) | Argentina |
| 30 de junio de 1985 | Buenos Aires  | 6       | Argentina | 2:2 (1:2) | Perú      |

#### Venezuela vs. Argentina
| 26 de mayo de 1985 | Venezuela                     | 2:3 (1:2) | Argentina                               | Estadio Pueblo Nuevo, San Cristóbal                                |                                                                    |
|                    | O. Torres 8' · H. Márquez 58' |           | 2', 57' D. Maradona · 42' D. Passarella | Asistencia: 30.000 espectadores Árbitro(s): Juan Daniel Cardellino | Asistencia: 30.000 espectadores Árbitro(s): Juan Daniel Cardellino |

| Uniformes | Uniformes |
| --------- | --------- |
|           |           |

#### Colombia vs. Argentina
| 2 de junio de 1985 | Colombia      | 1:3 (0:1) | Argentina                                | Estadio El Campín, Bogotá                                        |                                                                  |
|                    | M. Prince 61' |           | 43', 68' P. Pasculli · 85' J. Burruchaga | Asistencia: 58.000 espectadores Árbitro(s): Arnaldo Cézar Coelho | Asistencia: 58.000 espectadores Árbitro(s): Arnaldo Cézar Coelho |

| Uniformes | Uniformes |
| --------- | --------- |
|           |           |

#### Argentina vs. Venezuela
| 9 de junio de 1985 | Argentina                                          | 3:0 (1:0) | Venezuela | Estadio Monumental, Buenos Aires                          |                                                           |
|                    | M. A. Russo 27' · N. Clausen 88' · D. Maradona 90' |           |           | Asistencia: 35.000 espectadores Árbitro(s): Gastón Castro | Asistencia: 35.000 espectadores Árbitro(s): Gastón Castro |

| Uniformes | Uniformes |
| --------- | --------- |
|           |           |

#### Argentina vs. Colombia
| 16 de junio de 1985 | Argentina      | 1:0 (1:0) | Colombia | Estadio Monumental, Buenos Aires                                 |                                                                  |
|                     | J. Valdano 25' |           |          | Asistencia: 40.000 espectadores Árbitro(s): Gabriel González Roa | Asistencia: 40.000 espectadores Árbitro(s): Gabriel González Roa |

| Uniformes | Uniformes |
| --------- | --------- |
|           |           |

#### Perú vs. Argentina
| 23 de junio de 1985 | Perú             | 1:0 (1:0) | Argentina | Estadio Nacional, Lima                                        |                                                               |
|                     | J. C. Oblitas 8' |           |           | Asistencia: 45.000 espectadores Árbitro(s): Hernán Silva Arce | Asistencia: 45.000 espectadores Árbitro(s): Hernán Silva Arce |

| Uniformes | Uniformes |
| --------- | --------- |
|           |           |

#### Argentina vs. Perú
| 30 de junio de 1985 | Argentina                       | 2:2 (1:2) | Perú                                 | Estadio Monumental, Buenos Aires                                 |                                                                  |
|                     | P. Pasculli 12' · R. Gareca 81' |           | 23' J. Velásquez · 39' G. Barbadillo | Asistencia: 65.457 espectadores Árbitro(s): Romualdo Arppi Filho | Asistencia: 65.457 espectadores Árbitro(s): Romualdo Arppi Filho |

| Uniformes | Uniformes |
| --------- | --------- |
|           |           |

## Preparación

### Aclimatación en Jujuy

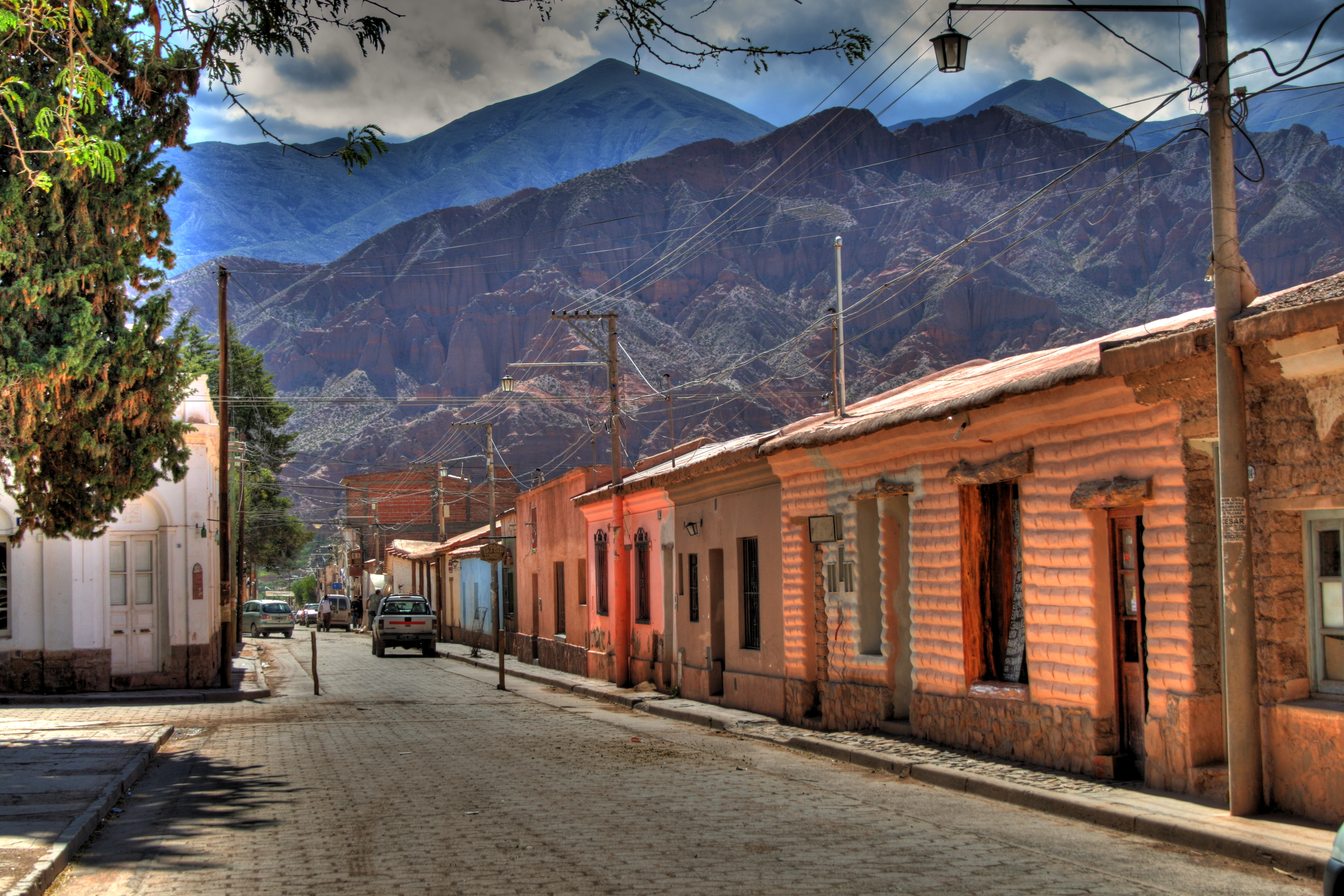
Vista de la ciudad jujeña de Tilcara.

La altura y el calor eran dos dificultades comunes en las nueve ciudades mexicanas elegidas para competir en el mundial y Carlos Salvador Bilardo fue el único de los seleccionadores de la competición que reparó en ello ni bien se conocieron las sedes a jugar. Los primeros tres partidos serían en la Ciudad de México y Puebla, ambas a más de 2200 m s. n. m. de altura y superando los 30 grados en los horarios a disputase los encuentros. Fue entonces que el entrenador, junto al cuerpo técnico, Carlos Pachamé, el Dr. Raúl Madero y Ricardo Echeverría, decidieron realizar la preparación física del plantel en la ciudad argentina que más se asemejaba a aquellas dos de México: la jujeña Tilcara, en plena Quebrada de Humahuaca. La propuesta de entrenar en este valle andino -a 2400 m.s.n.m. y bajo un sol de 30 grados- fue sugerida por el prestigioso cardiólogo Bernardo Lozada.
Si bien Lozada reconoció que toda aclimatación a la altura pierde efecto 48 horas después de regresar al llano, el propósito de esta experiencia era “trabajar la familiarización de los jugadores a la altura y su adaptación psicológica... el jugador se acobarda con los síntomas de la altura y entonces es mejor vivir la experiencia antes. Porque cuando el jugador vence a la altura, ya no le teme más”.
El 6 de enero de 1986 la comitiva aterrizó en el Aeropuerto Internacional Gobernador Horacio Guzmán, en San Salvador de Jujuy, de donde luego fueron trasladados en autobús hasta Tilcara. El entrenador solo contó con 14 futbolistas, los que participaban en la liga local, mientras que los que jugaban en Europa no participaron de esta preparación previa al mundial. Esta fase de preparación duro 10 días, ya que la delegación argentina regresó a Buenos Aires el 16 de enero.

### Partidos previos
En marzo parte a Europa para realizar una gira premundial y enfrentar clubes y selecciones europeas. Estos fueron el Napoli de Italia y el Grasshoppers de Suiza y los combinados nacionales de Francia y Noruega. Posteriormente se convocaron en Israel para jugar con la selección local. De allí viajaron hacia Colombia donde jugaron contra el Junior de Barranquilla. Finalmente la delegación argentina viajó a la Ciudad de México el 5 de mayo de 1986, siendo la primera selección en arribar al compromiso mundial.
Datos correspondientes al periodo entre la finalización de las eliminatorias y el inicio de la Copa Mundial de Fútbol de 1986
| Fecha                   | Lugar        | Competición         |              |                      | Resultado |                      |           |
| ----------------------- | ------------ | ------------------- | ------------ | -------------------- | --------- | -------------------- | --------- |
| 14 de noviembre de 1985 | Los Ángeles  | Amistoso            | Argentina    | Bandera de Argentina | 1:1 (1:0) | Bandera de México    | México    |
| 17 de noviembre de 1985 | Puebla       | Amistoso            | México       | Bandera de México    | 1:1 (1:0) | Bandera de Argentina | Argentina |
| 26 de marzo de 1986     | París        | Amistoso            | Francia      | Bandera de Francia   | 2:0 (1:0) | Bandera de Argentina | Argentina |
| 29 de marzo de 1986     | Nápoles      | Amistoso no oficial | Napoli       | Bandera de Italia    | 1:2 (1:2) | Bandera de Argentina | Argentina |
| 1 de abril de 1986      | Zúrich       | Amistoso no oficial | Grasshoppers | Bandera de Suiza     | 0:1 (0:0) | Bandera de Argentina | Argentina |
| 30 de abril de 1986     | Oslo         | Amistoso            | Noruega      | Bandera de Noruega   | 1:0 (0:0) | Bandera de Argentina | Argentina |
| 4 de mayo de 1986       | Ramat Gan    | Amistoso            | Israel       | Bandera de Israel    | 2:7 (1:2) | Bandera de Argentina | Argentina |
| 15 de mayo de 1986      | Barranquilla | Amistoso no oficial | Junior       | Bandera de Colombia  | 0:0       | Bandera de Argentina | Argentina |

#### Argentina vs. México
| 14 de noviembre de 1985 | Argentina    | 1:1 (1:0) | México         | Memorial Coliseum, Los Ángeles                             |                                                            |
|                         | Maradona 28' | Reporte   | Boy 73' (pen.) | Asistencia: 42 501 espectadores Árbitro(s): Edward Bellion | Asistencia: 42 501 espectadores Árbitro(s): Edward Bellion |

| Uniformes | Uniformes |
| --------- | --------- |
|           |           |

#### México vs. Argentina
| 17 de noviembre de 1985 | México     | 1:1 (1:0) | Argentina   | Estadio Cuauhtémoc, Puebla                               |                                                          |
|                         | Aguirre 1' | Reporte   | Ruggeri 68' | Asistencia: 47 000 espectadores Árbitro(s): John Meachin | Asistencia: 47 000 espectadores Árbitro(s): John Meachin |

| Uniformes | Uniformes |
| --------- | --------- |
|           |           |

#### Francia vs. Argentina
| 26 de marzo de 1986 | Francia                      | 2:0 (1:0) | Argentina | Parque de los Príncipes, París                            |                                                           |
|                     | Ferreri 15' · Vercruysse 80' | Reporte   |           | Asistencia: 40 045 espectadores Árbitro(s): Franz Gächter | Asistencia: 40 045 espectadores Árbitro(s): Franz Gächter |

| Uniformes | Uniformes |
| --------- | --------- |
|           |           |

#### Napoli vs. Argentina
| 29 de marzo de 1986 | Napoli    | 1:2 (1:2) | Argentina               | Estadio San Paolo, Nápoles                              |                                                         |
|                     | Pecci 40' | Reporte   | Pasculli 7' · Garré 11' | Asistencia: 37 119 espectadores Árbitro(s): Desconocido | Asistencia: 37 119 espectadores Árbitro(s): Desconocido |

| Uniformes | Uniformes |
| --------- | --------- |
|           |           |

#### Grasshoppers vs. Argentina
| 1 de abril de 1986 | Grasshoppers | 0:1 (0:0) | Argentina   | Estadio Hardturm, Zúrich                                   |                                                            |
|                    |              | Reporte   | Almirón 78' | Asistencia: 7 000 espectadores Árbitro(s): Kurt Limberguer | Asistencia: 7 000 espectadores Árbitro(s): Kurt Limberguer |

| Uniformes | Uniformes |
| --------- | --------- |
|           |           |

#### Noruega vs. Argentina
| 30 de abril de 1986 | Noruega    | 1:0 (0:0) | Argentina | Estadio Ullevaal, Oslo                                       |                                                              |
|                     | Osvold 83' | Reporte   |           | Asistencia: 16 068 espectadores Árbitro(s): Erik Fredriksson | Asistencia: 16 068 espectadores Árbitro(s): Erik Fredriksson |

| Uniformes | Uniformes |
| --------- | --------- |
|           |           |

#### Israel vs. Argentina
| 4 de mayo de 1986                                             | Israel                    | 2:7 (1:2) | Argentina                                                         | Estadio Nacional, Ramat Gan                             |                                                         |
|                                                               | Sinai 32' · Malmilian 49' | Reporte   | Almirón 5', 57', 62' · Maradona 22', 75' · Borghi 59' · Tapia 90' | Asistencia: 3 000 espectadores Árbitro(s): Bruno Galler | Asistencia: 3 000 espectadores Árbitro(s): Bruno Galler |
| Argentina utilizó un uniforme diferente en el segundo tiempo. |                           |           |                                                                   |                                                         |                                                         |

| Uniformes | Uniformes | Uniformes |
| --------- | --------- | --------- |
|           |           |           |

## Uniforme

### Oficial

#### Manga corta
| Opción 1 |

#### Manga larga
| Opción 1 |

### Alternativo

#### Manga corta
| Opción 1 |

#### Manga larga
| Opción 1 |

## Plantel

### Lista final
| #  | Nombre                  | Posición                | Fecha de Nacimiento                | PJ Sel                  | Club                    | Equipo de debut         |
| -- | ----------------------- | ----------------------- | ---------------------------------- | ----------------------- | ----------------------- | ----------------------- |
| 1  | Sergio Almirón          | Delantero               | 18 de noviembre de 1958 (27 años)  | 6                       | Newell's Old Boys       | Newell's Old Boys       |
| 2  | Sergio Batista          | Mediocampista           | 9 de noviembre de 1962 (23 años)   | 27                      | Argentinos Juniors      | Argentinos Juniors      |
| 3  | Ricardo Enrique Bochini | Mediocampista           | 25 de enero de 1954 (32 años)      | 28                      | Independiente           | Independiente           |
| 4  | Claudio Borghi          | Mediocampista           | 26 de septiembre de 1964 (21 años) | 6                       | Argentinos Juniors      | Argentinos Juniors      |
| 5  | José Luis Brown †       | Defensor                | 10 de noviembre de 1956 (29 años)  | 36                      | Deportivo Español       | Estudiantes de La Plata |
| 6  | Daniel Passarella       | Defensor                | 25 de mayo de 1953 (33 años)       | 70                      | Fiorentina              | Sarmiento de Junín      |
| 7  | Jorge Burruchaga        | Delantero               | 9 de octubre de 1962 (23 años)     | 59                      | Nantes                  | Arsenal F. C.           |
| 8  | Néstor Clausen          | Defensor                | 29 de septiembre de 1962 (23 años) | 26                      | Independiente           | Independiente           |
| 9  | José Luis Cuciuffo †    | Defensor                | 1 de febrero de 1961 (25 años)     | 21                      | Vélez Sársfield         | Huracán (Córdoba)       |
| 10 | Diego Maradona †        | Mediocampista           | 30 de octubre de 1960 (25 años)    | 91                      | Napoli                  | Argentinos Juniors      |
| 11 | Jorge Valdano           | Delantero               | 4 de octubre de 1955 (30 años)     | 22                      | Real Madrid             | Newell's Old Boys       |
| 12 | Héctor Enrique          | Mediocampista           | 26 de abril de 1962 (24 años)      | 11                      | River Plate             | Lanús                   |
| 13 | Oscar Garré             | Defensor                | 19 de diciembre de 1956 (29 años)  | 41                      | Ferro Carril Oeste      | Ferro Carril Oeste      |
| 14 | Ricardo Giusti          | Mediocampista           | 11 de diciembre de 1956 (29 años)  | 53                      | Independiente           | Newell's Old Boys       |
| 15 | Luis Islas              | Portero                 | 22 de diciembre de 1965 (20 años)  | 30                      | Estudiantes de La Plata | Chacarita               |
| 16 | Julio Olarticoechea     | Mediocampista           | 18 de octubre de 1958 (27 años)    | 27                      | Boca Juniors            | Racing Club             |
| 17 | Pedro Pasculli          | Delantero               | 17 de mayo de 1960 (26 años)       | 16                      | Lecce                   | Colón de Santa Fe       |
| 18 | Nery Pumpido            | Portero                 | 30 de julio de 1957 (28 años)      | 38                      | River Plate             | Unión de Santa Fe       |
| 19 | Oscar Ruggeri           | Defensor                | 26 de enero de 1962 (24 años)      | 98                      | River Plate             | Boca Juniors            |
| 20 | Carlos Daniel Tapia     | Mediocampista           | 20 de agosto de 1962 (23 años)     | 10                      | Boca Juniors            | River Plate             |
| 21 | Marcelo Trobbiani       | Mediocampista           | 17 de febrero de 1955 (31 años)    | 26                      | Millonarios             | Boca Juniors            |
| 22 | Héctor Miguel Zelada    | Portero                 | 30 de abril de 1957 (29 años)      | 0                       | América                 | Rosario Central         |
| DT | Carlos Salvador Bilardo | Carlos Salvador Bilardo | Carlos Salvador Bilardo            | Carlos Salvador Bilardo | Carlos Salvador Bilardo | Carlos Salvador Bilardo |

## Participación
- Los horarios son correspondientes a la Hora estándar del centro (UTC-6).

### Partidos
| Fecha       | Lugar            | Instancia        |           |                      | Resultado |                          |                  |
| ----------- | ---------------- | ---------------- | --------- | -------------------- | --------- | ------------------------ | ---------------- |
| 2 de junio  | Distrito Federal | Fase de grupos   | Argentina | Bandera de Argentina | 3:1 (2:0) | Bandera de Corea del Sur | Corea del Sur    |
| 5 de junio  | Puebla           | Fase de grupos   | Italia    | Bandera de Italia    | 1:1 (1:1) | Bandera de Argentina     | Argentina        |
| 10 de junio | Distrito Federal | Fase de grupos   | Argentina | Bandera de Argentina | 2:0 (1:0) | Bandera de Bulgaria      | Bulgaria         |
| 16 de junio | Puebla           | Octavos de final | Argentina | Bandera de Argentina | 1:0 (1:0) | Bandera de Uruguay       | Uruguay          |
| 22 de junio | Distrito Federal | Cuartos de final | Argentina | Bandera de Argentina | 2:1 (0:0) | Bandera de Inglaterra    | Inglaterra       |
| 25 de junio | Distrito Federal | Semifinal        | Argentina | Bandera de Argentina | 2:0 (0:0) | Bandera de Bélgica       | Bélgica          |
| 29 de junio | Distrito Federal | Final            | Argentina | Bandera de Argentina | 3:2 (1:0) | Bandera de Alemania      | Alemania Federal |

### Fase de grupos - Grupo A

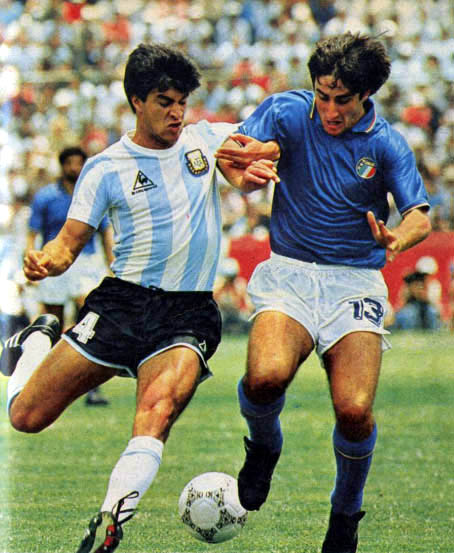
Claudio Borghi y Fernando de Napoli disputándose la pelota en el partido entre Argentina e Italia

Argentina llegó a México en el pico de rendimiento de Diego Armando Maradona, emblema de su selección, que brilló en la competición con actuaciones legendarias.
El seleccionado de Bilardo debutó en el certamen con una victoria por 3-1 ante Corea del Sur con dos tantos de Jorge Valdano y otro de Oscar Ruggeri para el triunfo. El siguiente encuentro fue empate 1-1 frente a Italia, el último campeón. A pesar de arrancar perdiendo, logró igualar el partido con un gol de Maradona. Argentina cerró la fase de grupos venciendo 2-0 a Bulgaria, con gritos de Valdano y Jorge Burruchaga
Con estos resultados, Argentina consiguió el pase a la siguiente ronda como líder del Grupo A.
| Selección     | Pts | PJ | PG | PE | PP | GF | GC | Dif |
| ------------- | --- | -- | -- | -- | -- | -- | -- | --- |
| Argentina     | 5   | 3  | 2  | 1  | 0  | 6  | 2  | 4   |
| Italia        | 4   | 3  | 1  | 2  | 0  | 5  | 4  | 1   |
| Bulgaria      | 2   | 3  | 0  | 2  | 1  | 2  | 4  | −2  |
| Corea del Sur | 1   | 3  | 0  | 1  | 2  | 4  | 7  | −3  |

|  | Clasificados a los octavos de final.                   |
|  | Clasificado a los octavos de final como mejor tercero. |

#### Argentina vs. Corea del Sur
| 2 de junio, 12:00 | Argentina                     | 3:1 (2:0) | Corea del Sur      | Estadio Olímpico Universitario, México D. F.                           |                                                                        |
|                   | Valdano 6', 46' · Ruggeri 18' | Reporte   | Park Chang-sun 73' | Asistencia: 60 000 espectadores Árbitro(s): Victoriano Sánchez Arminio | Asistencia: 60 000 espectadores Árbitro(s): Victoriano Sánchez Arminio |

| 18         | Guardameta     | Nery Pumpido            |     |
| 5          | Defensa        | José Luis Brown         |     |
| 8          | Defensa        | Néstor Clausen          |     |
| 13         | Defensa        | Oscar Garré             |     |
| 19         | Defensa        | Oscar Ruggeri           |     |
| 2          | Centrocampista | Sergio Batista          | 75' |
| 7          | Centrocampista | Jorge Burruchaga        |     |
| 14         | Centrocampista | Ricardo Giusti          |     |
| 10         | Delantero      | Diego Maradona          |     |
| 11         | Delantero      | Jorge Valdano           |     |
| 17         | Delantero      | Pedro Pasculli          | 74' |
| Entrenador | Entrenador     | Carlos Salvador Bilardo |     |

| 21         | Guardameta     | Oh Yun-kyo      |     |
| 2          | Defensa        | Park Kyung-hoon |     |
| 5          | Defensa        | Chung Yong-hwan |     |
| 12         | Defensa        | Kim Pyung-seok  | 23' |
| 14         | Defensa        | Cho Min-kook    |     |
| 9          | Centrocampista | Choi Soon-ho    |     |
| 17         | Centrocampista | Huh Jung-moo    |     |
| 10         | Delantero      | Park Chang-sun  |     |
| 11         | Delantero      | Cha Bum-kun     |     |
| 16         | Delantero      | Kim Joo-sung    |     |
| 20         | Delantero      | Kim Yong-se     | 46' |
| Entrenador | Entrenador     | Kim Jung-nam    |     |

| 20 | Centrocampista | Carlos Tapia        | 74' |
| 16 | Defensa        | Julio Olarticoechea | 75' |

| 4  | Centrocampista | Cho Kwang-rae  | 23' |
| 19 | Delantero      | Byun Byung-joo | 46' |

| Anotado | 6'  | Jorge Valdano | 1:0 |
| Anotado | 18' | Oscar Ruggeri | 2:0 |
| Anotado | 46' | Jorge Valdano | 3:0 |

| Anotado | 73' | Park Chang-sun | 3:1 |

| Amonestado | 44' | Huh Jung-moo   |
| Amonestado | 50' | Park Chang-sun |

| Árbitro             | Victoriano Sánchez Arminio |
| Árbitros asistentes | Gabriel González Roa       |
| Árbitros asistentes | Jesús Díaz                 |

| 18         | Guardameta     | Nery Pumpido            |     |
| 5          | Defensa        | José Luis Brown         |     |
| 8          | Defensa        | Néstor Clausen          |     |
| 13         | Defensa        | Oscar Garré             |     |
| 19         | Defensa        | Oscar Ruggeri           |     |
| 2          | Centrocampista | Sergio Batista          | 75' |
| 7          | Centrocampista | Jorge Burruchaga        |     |
| 14         | Centrocampista | Ricardo Giusti          |     |
| 10         | Delantero      | Diego Maradona          |     |
| 11         | Delantero      | Jorge Valdano           |     |
| 17         | Delantero      | Pedro Pasculli          | 74' |
| Entrenador | Entrenador     | Carlos Salvador Bilardo |     |

| 21         | Guardameta     | Oh Yun-kyo      |     |
| 2          | Defensa        | Park Kyung-hoon |     |
| 5          | Defensa        | Chung Yong-hwan |     |
| 12         | Defensa        | Kim Pyung-seok  | 23' |
| 14         | Defensa        | Cho Min-kook    |     |
| 9          | Centrocampista | Choi Soon-ho    |     |
| 17         | Centrocampista | Huh Jung-moo    |     |
| 10         | Delantero      | Park Chang-sun  |     |
| 11         | Delantero      | Cha Bum-kun     |     |
| 16         | Delantero      | Kim Joo-sung    |     |
| 20         | Delantero      | Kim Yong-se     | 46' |
| Entrenador | Entrenador     | Kim Jung-nam    |     |

| 20 | Centrocampista | Carlos Tapia        | 74' |
| 16 | Defensa        | Julio Olarticoechea | 75' |

| 4  | Centrocampista | Cho Kwang-rae  | 23' |
| 19 | Delantero      | Byun Byung-joo | 46' |

| Anotado | 6'  | Jorge Valdano | 1:0 |
| Anotado | 18' | Oscar Ruggeri | 2:0 |
| Anotado | 46' | Jorge Valdano | 3:0 |

| Anotado | 73' | Park Chang-sun | 3:1 |

| Amonestado | 44' | Huh Jung-moo   |
| Amonestado | 50' | Park Chang-sun |

| Árbitro             | Victoriano Sánchez Arminio |
| Árbitros asistentes | Gabriel González Roa       |
| Árbitros asistentes | Jesús Díaz                 |

| Estadísticas      | Bandera de Argentina | Bandera de Corea del Sur |
| Tiros             | 20                   | 18                       |
| Tiros a puerta    | 9                    | 4                        |
| Tiros en el palo  | 1                    | 0                        |
| Faltas            | 15                   | 20                       |
| Saques de esquina | 5                    | 4                        |
| Penaltis          | 0                    | 0                        |
| Fueras de juego   | 3                    | 3                        |
| Posesión de balón | 56%                  | 44%                      |

#### Italia vs. Argentina
| 5 de junio, 12:00 | Italia              | 1:1 (1:1) | Argentina    | Estadio Cuauhtémoc, Puebla                             |                                                        |
|                   | Altobelli 6' (pen.) | Reporte   | Maradona 34' | Asistencia: 32 000 espectadores Árbitro(s): Jan Keizer | Asistencia: 32 000 espectadores Árbitro(s): Jan Keizer |

| 1          | Guardameta     | Giovanni Galli       |     |
| 2          | Defensa        | Giuseppe Bergomi     |     |
| 3          | Defensa        | Antonio Cabrini      |     |
| 6          | Defensa        | Gaetano Scirea       |     |
| 8          | Defensa        | Pietro Vierchowod    |     |
| 10         | Centrocampista | Salvatore Bagni      |     |
| 13         | Centrocampista | Fernando de Napoli   | 87' |
| 14         | Centrocampista | Antonio Di Gennaro   |     |
| 16         | Delantero      | Bruno Conti          | 65' |
| 18         | Delantero      | Alessandro Altobelli |     |
| 19         | Delantero      | Giuseppe Galderisi   |     |
| Entrenador | Entrenador     | Enzo Bearzot         |     |

| 18         | Guardameta     | Nery Pumpido            |     |
| 5          | Defensa        | José Luis Brown         |     |
| 9          | Defensa        | José Luis Cuciuffo      |     |
| 13         | Defensa        | Oscar Garré             |     |
| 19         | Defensa        | Oscar Ruggeri           |     |
| 2          | Centrocampista | Sergio Batista          | 59' |
| 4          | Centrocampista | Claudio Borghi          | 74' |
| 7          | Centrocampista | Jorge Burruchaga        |     |
| 10         | Centrocampista | Diego Maradona          |     |
| 14         | Centrocampista | Ricardo Giusti          |     |
| 11         | Delantero      | Jorge Valdano           |     |
| Entrenador | Entrenador     | Carlos Salvador Bilardo |     |

| 17 | Delantero      | Gianluca Vialli | 65' |
| 11 | Centrocampista | Giuseppe Baresi | 87' |

| 16 | Defensa        | Julio Olarticoechea | 59' |
| 12 | Centrocampista | Héctor Enrique      | 74' |

| Anotado · Penal | 6' | Alessandro Altobelli | 1:0 |

| Anotado | 34' | Diego Maradona | 1:1 |

| Amonestado | 54' | Giuseppe Bergomi |

| Amonestado | 58' | Ricardo Giusti |
| Amonestado | 65' | Oscar Garré    |

| Árbitro             | Jan Keizer      |
| Árbitros asistentes | Antonio Márquez |
| Árbitros asistentes | Alan Snoddy     |

| 1          | Guardameta     | Giovanni Galli       |     |
| 2          | Defensa        | Giuseppe Bergomi     |     |
| 3          | Defensa        | Antonio Cabrini      |     |
| 6          | Defensa        | Gaetano Scirea       |     |
| 8          | Defensa        | Pietro Vierchowod    |     |
| 10         | Centrocampista | Salvatore Bagni      |     |
| 13         | Centrocampista | Fernando de Napoli   | 87' |
| 14         | Centrocampista | Antonio Di Gennaro   |     |
| 16         | Delantero      | Bruno Conti          | 65' |
| 18         | Delantero      | Alessandro Altobelli |     |
| 19         | Delantero      | Giuseppe Galderisi   |     |
| Entrenador | Entrenador     | Enzo Bearzot         |     |

| 18         | Guardameta     | Nery Pumpido            |     |
| 5          | Defensa        | José Luis Brown         |     |
| 9          | Defensa        | José Luis Cuciuffo      |     |
| 13         | Defensa        | Oscar Garré             |     |
| 19         | Defensa        | Oscar Ruggeri           |     |
| 2          | Centrocampista | Sergio Batista          | 59' |
| 4          | Centrocampista | Claudio Borghi          | 74' |
| 7          | Centrocampista | Jorge Burruchaga        |     |
| 10         | Centrocampista | Diego Maradona          |     |
| 14         | Centrocampista | Ricardo Giusti          |     |
| 11         | Delantero      | Jorge Valdano           |     |
| Entrenador | Entrenador     | Carlos Salvador Bilardo |     |

| 17 | Delantero      | Gianluca Vialli | 65' |
| 11 | Centrocampista | Giuseppe Baresi | 87' |

| 16 | Defensa        | Julio Olarticoechea | 59' |
| 12 | Centrocampista | Héctor Enrique      | 74' |

| Anotado · Penal | 6' | Alessandro Altobelli | 1:0 |

| Anotado | 34' | Diego Maradona | 1:1 |

| Amonestado | 54' | Giuseppe Bergomi |

| Amonestado | 58' | Ricardo Giusti |
| Amonestado | 65' | Oscar Garré    |

| Árbitro             | Jan Keizer      |
| Árbitros asistentes | Antonio Márquez |
| Árbitros asistentes | Alan Snoddy     |

| Estadísticas      | Bandera de Italia | Bandera de Argentina |
| Tiros             | 7                 | 11                   |
| Tiros a puerta    | 2                 | 2                    |
| Tiros en el palo  | 1                 | 0                    |
| Faltas            | 27                | 21                   |
| Saques de esquina | 1                 | 5                    |
| Penaltis          | 1 (1)             | 0                    |
| Fueras de juego   | 2                 | 0                    |
| Posesión de balón | 51%               | 49%                  |

#### Argentina vs. Bulgaria
| 10 de junio, 12:00 | Argentina                   | 2:0 (1:0) | Bulgaria | Estadio Olímpico Universitario, México D. F.                           |                                                                        |
|                    | Valdano 3' · Burruchaga 76' | Reporte   |          | Asistencia: 65 000 espectadores Árbitro(s): Victoriano Sánchez Arminio | Asistencia: 65 000 espectadores Árbitro(s): Victoriano Sánchez Arminio |

| 18         | Guardameta     | Nery Pumpido            |     |
| 5          | Defensa        | José Luis Brown         |     |
| 9          | Defensa        | José Luis Cuciuffo      |     |
| 13         | Defensa        | Oscar Garré             |     |
| 19         | Defensa        | Oscar Ruggeri           |     |
| 2          | Centrocampista | Sergio Batista          | 46' |
| 4          | Centrocampista | Claudio Borghi          | 46' |
| 7          | Centrocampista | Jorge Burruchaga        |     |
| 10         | Centrocampista | Diego Maradona          |     |
| 14         | Centrocampista | Ricardo Giusti          |     |
| 11         | Delantero      | Jorge Valdano           |     |
| Entrenador | Entrenador     | Carlos Salvador Bilardo |     |

| 1          | Guardameta     | Borislav Mijailov |     |
| 4          | Defensa        | Petar Petrov      |     |
| 5          | Defensa        | Georgi Dimitrov   |     |
| 13         | Defensa        | Aleksandar Markov |     |
| 2          | Centrocampista | Nasko Sirakov     | 71' |
| 6          | Centrocampista | Andrey Zhelyazkov |     |
| 8          | Centrocampista | Ayan Sadakov      |     |
| 11         | Centrocampista | Plamen Getov      |     |
| 14         | Centrocampista | Plamen Markov     |     |
| 15         | Centrocampista | Georgi Iordanov   |     |
| 9          | Delantero      | Stoycho Mladenov  | 52' |
| Entrenador | Entrenador     | Ivan Vutsov       |     |

| 12 | Centrocampista | Héctor Enrique      | 46' |
| 16 | Defensa        | Julio Olarticoechea | 46' |

| 18 | Delantero      | Boycho Velichkov  | 52' |
| 12 | Centrocampista | Radoslav Zdravkov | 71' |

| Anotado | 3'  | Jorge Valdano    | 1:0 |
| Anotado | 76' | Jorge Burruchaga | 2:0 |

| Amonestado | 25' | José Luis Cuciuffo |

| Árbitro             | Berny Ulloa              |
| Árbitros asistentes | Romualdo Arppi Filho     |
| Árbitros asistentes | José Luis Martínez Bazán |

| 18         | Guardameta     | Nery Pumpido            |     |
| 5          | Defensa        | José Luis Brown         |     |
| 9          | Defensa        | José Luis Cuciuffo      |     |
| 13         | Defensa        | Oscar Garré             |     |
| 19         | Defensa        | Oscar Ruggeri           |     |
| 2          | Centrocampista | Sergio Batista          | 46' |
| 4          | Centrocampista | Claudio Borghi          | 46' |
| 7          | Centrocampista | Jorge Burruchaga        |     |
| 10         | Centrocampista | Diego Maradona          |     |
| 14         | Centrocampista | Ricardo Giusti          |     |
| 11         | Delantero      | Jorge Valdano           |     |
| Entrenador | Entrenador     | Carlos Salvador Bilardo |     |

| 1          | Guardameta     | Borislav Mijailov |     |
| 4          | Defensa        | Petar Petrov      |     |
| 5          | Defensa        | Georgi Dimitrov   |     |
| 13         | Defensa        | Aleksandar Markov |     |
| 2          | Centrocampista | Nasko Sirakov     | 71' |
| 6          | Centrocampista | Andrey Zhelyazkov |     |
| 8          | Centrocampista | Ayan Sadakov      |     |
| 11         | Centrocampista | Plamen Getov      |     |
| 14         | Centrocampista | Plamen Markov     |     |
| 15         | Centrocampista | Georgi Iordanov   |     |
| 9          | Delantero      | Stoycho Mladenov  | 52' |
| Entrenador | Entrenador     | Ivan Vutsov       |     |

| 12 | Centrocampista | Héctor Enrique      | 46' |
| 16 | Defensa        | Julio Olarticoechea | 46' |

| 18 | Delantero      | Boycho Velichkov  | 52' |
| 12 | Centrocampista | Radoslav Zdravkov | 71' |

| Anotado | 3'  | Jorge Valdano    | 1:0 |
| Anotado | 76' | Jorge Burruchaga | 2:0 |

| Amonestado | 25' | José Luis Cuciuffo |

| Árbitro             | Berny Ulloa              |
| Árbitros asistentes | Romualdo Arppi Filho     |
| Árbitros asistentes | José Luis Martínez Bazán |

| Estadísticas      | Bandera de Argentina | Bandera de Bulgaria |
| Tiros             | 9                    | 11                  |
| Tiros a puerta    | 2                    | 0                   |
| Tiros en el palo  | 0                    | 0                   |
| Faltas            | 9                    | 11                  |
| Saques de esquina | 7                    | 1                   |
| Penaltis          | 0                    | 0                   |
| Fueras de juego   | 8                    | 2                   |
| Posesión de balón | 59%                  | 41%                 |

### Octavos de final

#### Argentina vs. Uruguay
| 16 de junio, 16:00 | Argentina    | 1:0 (1:0) | Uruguay | Estadio Cuauhtémoc, Puebla                                |                                                           |
|                    | Pasculli 42' | Reporte   |         | Asistencia: 26 000 espectadores Árbitro(s): Luigi Agnolin | Asistencia: 26 000 espectadores Árbitro(s): Luigi Agnolin |

| 18         | Guardameta     | Nery Pumpido            |     |
| 5          | Defensa        | José Luis Brown         |     |
| 9          | Defensa        | José Luis Cuciuffo      |     |
| 13         | Defensa        | Oscar Garré             |     |
| 19         | Defensa        | Oscar Ruggeri           |     |
| 2          | Centrocampista | Sergio Batista          | 85' |
| 7          | Centrocampista | Jorge Burruchaga        |     |
| 10         | Centrocampista | Diego Maradona          |     |
| 14         | Centrocampista | Ricardo Giusti          |     |
| 11         | Delantero      | Jorge Valdano           |     |
| 17         | Delantero      | Pedro Pasculli          |     |
| Entrenador | Entrenador     | Carlos Salvador Bilardo |     |

| 12         | Guardameta     | Fernando Álvez   |     |
| 2          | Defensa        | Nelson Gutiérrez |     |
| 3          | Defensa        | Eduardo Acevedo  | 61' |
| 14         | Defensa        | Darío Pereyra    |     |
| 15         | Defensa        | Eliseo Rivero    |     |
| 5          | Centrocampista | Miguel Bossio    |     |
| 8          | Centrocampista | Jorge Barrios    |     |
| 10         | Centrocampista | Enzo Francescoli |     |
| 11         | Centrocampista | Sergio Santín    |     |
| 19         | Delantero      | Venancio Ramos   |     |
| 21         | Delantero      | Wilmar Cabrera   | 46' |
| Entrenador | Entrenador     | Omar Borrás      |     |

| 16 | Defensa | Julio Olarticoechea | 85' |

| 9  | Delantero      | Jorge da Silva | 46' |
| 18 | Centrocampista | Rubén Paz      | 61' |

| Anotado | 42' | Pedro Pasculli | 1:0 |

| Amonestado | 30' | Oscar Garré     |
| Amonestado | 49' | José Luis Brown |
| Amonestado | 83' | Nery Pumpido    |

| Amonestado | 35' | Enzo Francescoli |
| Amonestado | 58' | Eduardo Acevedo  |
| Amonestado | 68' | Sergio Santín    |
| Amonestado | 85' | Jorge da Silva   |

| Árbitro             | Luigi Agnolin        |
| Árbitros asistentes | George Courtney      |
| Árbitros asistentes | Carlos Silva Valente |

| 18         | Guardameta     | Nery Pumpido            |     |
| 5          | Defensa        | José Luis Brown         |     |
| 9          | Defensa        | José Luis Cuciuffo      |     |
| 13         | Defensa        | Oscar Garré             |     |
| 19         | Defensa        | Oscar Ruggeri           |     |
| 2          | Centrocampista | Sergio Batista          | 85' |
| 7          | Centrocampista | Jorge Burruchaga        |     |
| 10         | Centrocampista | Diego Maradona          |     |
| 14         | Centrocampista | Ricardo Giusti          |     |
| 11         | Delantero      | Jorge Valdano           |     |
| 17         | Delantero      | Pedro Pasculli          |     |
| Entrenador | Entrenador     | Carlos Salvador Bilardo |     |

| 12         | Guardameta     | Fernando Álvez   |     |
| 2          | Defensa        | Nelson Gutiérrez |     |
| 3          | Defensa        | Eduardo Acevedo  | 61' |
| 14         | Defensa        | Darío Pereyra    |     |
| 15         | Defensa        | Eliseo Rivero    |     |
| 5          | Centrocampista | Miguel Bossio    |     |
| 8          | Centrocampista | Jorge Barrios    |     |
| 10         | Centrocampista | Enzo Francescoli |     |
| 11         | Centrocampista | Sergio Santín    |     |
| 19         | Delantero      | Venancio Ramos   |     |
| 21         | Delantero      | Wilmar Cabrera   | 46' |
| Entrenador | Entrenador     | Omar Borrás      |     |

| 16 | Defensa | Julio Olarticoechea | 85' |

| 9  | Delantero      | Jorge da Silva | 46' |
| 18 | Centrocampista | Rubén Paz      | 61' |

| Anotado | 42' | Pedro Pasculli | 1:0 |

| Amonestado | 30' | Oscar Garré     |
| Amonestado | 49' | José Luis Brown |
| Amonestado | 83' | Nery Pumpido    |

| Amonestado | 35' | Enzo Francescoli |
| Amonestado | 58' | Eduardo Acevedo  |
| Amonestado | 68' | Sergio Santín    |
| Amonestado | 85' | Jorge da Silva   |

| Árbitro             | Luigi Agnolin        |
| Árbitros asistentes | George Courtney      |
| Árbitros asistentes | Carlos Silva Valente |

| Estadísticas      | Bandera de Argentina | Bandera de Uruguay |
| Tiros             | 17                   | 10                 |
| Tiros a puerta    | 8                    | 3                  |
| Tiros en el palo  | 1                    | 0                  |
| Faltas            | 32                   | 33                 |
| Saques de esquina | 7                    | 6                  |
| Penaltis          | 0                    | 0                  |
| Fueras de juego   | 8                    | 3                  |
| Posesión de balón | 49%                  | 51%                |

### Cuartos de final

#### Argentina vs. Inglaterra
| 22 de junio, 12:00 | Argentina         | 2:1 (0:0) | Inglaterra  | Estadio Azteca, México D. F.                                |                                                             |
|                    | Maradona 51', 55' | Reporte   | Lineker 81' | Asistencia: 114 580 espectadores Árbitro(s): Ali Ben Nasser | Asistencia: 114 580 espectadores Árbitro(s): Ali Ben Nasser |

| 18         | Guardameta     | Nery Pumpido            |     |
| 5          | Defensa        | José Luis Brown         |     |
| 9          | Defensa        | José Luis Cuciuffo      |     |
| 16         | Defensa        | Julio Olarticoechea     |     |
| 19         | Defensa        | Oscar Ruggeri           |     |
| 2          | Centrocampista | Sergio Batista          |     |
| 7          | Centrocampista | Jorge Burruchaga        | 75' |
| 10         | Centrocampista | Diego Maradona          |     |
| 12         | Centrocampista | Héctor Enrique          |     |
| 14         | Centrocampista | Ricardo Giusti          |     |
| 11         | Delantero      | Jorge Valdano           |     |
| Entrenador | Entrenador     | Carlos Salvador Bilardo |     |

| 1          | Guardameta     | Peter Shilton   |     |
| 2          | Defensa        | Gary Stevens    |     |
| 3          | Defensa        | Kenny Sansom    |     |
| 6          | Defensa        | Terry Butcher   |     |
| 14         | Defensa        | Terry Fenwick   |     |
| 4          | Centrocampista | Glenn Hoddle    |     |
| 16         | Centrocampista | Peter Reid      | 69' |
| 17         | Centrocampista | Trevor Steven   | 74' |
| 18         | Centrocampista | Steve Hodge     |     |
| 10         | Delantero      | Gary Lineker    |     |
| 20         | Delantero      | Peter Beardsley |     |
| Entrenador | Entrenador     | Bobby Robson    |     |

| 20 | Centrocampista | Carlos Tapia | 75' |

| 11 | Delantero | Chris Waddle | 69' |
| 19 | Delantero | John Barnes  | 74' |

| Anotado | 51' | Diego Maradona | 1:0 |
| Anotado | 55' | Diego Maradona | 2:0 |

| Anotado | 81' | Gary Lineker | 2:1 |

| Amonestado | 60' | Sergio Batista |

| Amonestado | 9' | Terry Fenwick |

| Árbitro             | Ali Ben Nasser |
| Árbitros asistentes | Berny Ulloa    |
| Árbitros asistentes | Bogdan Dotchev |

| 18         | Guardameta     | Nery Pumpido            |     |
| 5          | Defensa        | José Luis Brown         |     |
| 9          | Defensa        | José Luis Cuciuffo      |     |
| 16         | Defensa        | Julio Olarticoechea     |     |
| 19         | Defensa        | Oscar Ruggeri           |     |
| 2          | Centrocampista | Sergio Batista          |     |
| 7          | Centrocampista | Jorge Burruchaga        | 75' |
| 10         | Centrocampista | Diego Maradona          |     |
| 12         | Centrocampista | Héctor Enrique          |     |
| 14         | Centrocampista | Ricardo Giusti          |     |
| 11         | Delantero      | Jorge Valdano           |     |
| Entrenador | Entrenador     | Carlos Salvador Bilardo |     |

| 1          | Guardameta     | Peter Shilton   |     |
| 2          | Defensa        | Gary Stevens    |     |
| 3          | Defensa        | Kenny Sansom    |     |
| 6          | Defensa        | Terry Butcher   |     |
| 14         | Defensa        | Terry Fenwick   |     |
| 4          | Centrocampista | Glenn Hoddle    |     |
| 16         | Centrocampista | Peter Reid      | 69' |
| 17         | Centrocampista | Trevor Steven   | 74' |
| 18         | Centrocampista | Steve Hodge     |     |
| 10         | Delantero      | Gary Lineker    |     |
| 20         | Delantero      | Peter Beardsley |     |
| Entrenador | Entrenador     | Bobby Robson    |     |

| 20 | Centrocampista | Carlos Tapia | 75' |

| 11 | Delantero | Chris Waddle | 69' |
| 19 | Delantero | John Barnes  | 74' |

| Anotado | 51' | Diego Maradona | 1:0 |
| Anotado | 55' | Diego Maradona | 2:0 |

| Anotado | 81' | Gary Lineker | 2:1 |

| Amonestado | 60' | Sergio Batista |

| Amonestado | 9' | Terry Fenwick |

| Árbitro             | Ali Ben Nasser |
| Árbitros asistentes | Berny Ulloa    |
| Árbitros asistentes | Bogdan Dotchev |

| Estadísticas      | Bandera de Argentina | Bandera de Inglaterra |
| Tiros             | 15                   | 12                    |
| Tiros a puerta    | 4                    | 4                     |
| Tiros en el palo  | 1                    | 0                     |
| Faltas            | 14                   | 17                    |
| Saques de esquina | 4                    | 6                     |
| Penaltis          | 0                    | 0                     |
| Fueras de juego   | 1                    | 5                     |
| Posesión de balón | 51%                  | 49%                   |

### Semifinal

#### Argentina vs. Bélgica
| 25 de junio, 16:00 | Argentina         | 2:0 (0:0) | Bélgica | Estadio Azteca, México D. F.                                 |                                                              |
|                    | Maradona 51', 63' | Reporte   |         | Asistencia: 114 500 espectadores Árbitro(s): Antonio Márquez | Asistencia: 114 500 espectadores Árbitro(s): Antonio Márquez |

| 18         | Guardameta     | Nery Pumpido            |     |
| 5          | Defensa        | José Luis Brown         |     |
| 9          | Defensa        | José Luis Cuciuffo      |     |
| 19         | Defensa        | Oscar Ruggeri           |     |
| 2          | Centrocampista | Sergio Batista          |     |
| 7          | Centrocampista | Jorge Burruchaga        | 85' |
| 12         | Centrocampista | Héctor Enrique          |     |
| 14         | Centrocampista | Ricardo Giusti          |     |
| 16         | Centrocampista | Julio Olarticoechea     |     |
| 10         | Delantero      | Diego Maradona          |     |
| 11         | Delantero      | Jorge Valdano           |     |
| Entrenador | Entrenador     | Carlos Salvador Bilardo |     |

| 1          | Guardameta     | Jean-Marie Pfaff   |     |
| 2          | Defensa        | Eric Gerets        |     |
| 5          | Defensa        | Michel Renquin     | 54' |
| 13         | Defensa        | Georges Grün       |     |
| 21         | Defensa        | Stéphane Demol     |     |
| 22         | Defensa        | Patrick Vervoort   |     |
| 6          | Centrocampista | Franky Vercauteren |     |
| 8          | Centrocampista | Enzo Scifo         |     |
| 11         | Centrocampista | Jan Ceulemans      |     |
| 16         | Delantero      | Nico Claesen       |     |
| 18         | Delantero      | Daniel Veyt        |     |
| Entrenador | Entrenador     | Guy Thys           |     |

| 3 | Centrocampista | Ricardo Bochini | 85' |

| 10 | Centrocampista | Philippe Desmet | 54' |

| Anotado | 51' | Diego Maradona | 1:0 |
| Anotado | 63' | Diego Maradona | 2:0 |

| Amonestado | 33' | Jorge Valdano |

| Amonestado | 27' | Daniel Veyt |

| Árbitro             | Antonio Márquez      |
| Árbitros asistentes | Rómulo Méndez        |
| Árbitros asistentes | Carlos Silva Valente |

| 18         | Guardameta     | Nery Pumpido            |     |
| 5          | Defensa        | José Luis Brown         |     |
| 9          | Defensa        | José Luis Cuciuffo      |     |
| 19         | Defensa        | Oscar Ruggeri           |     |
| 2          | Centrocampista | Sergio Batista          |     |
| 7          | Centrocampista | Jorge Burruchaga        | 85' |
| 12         | Centrocampista | Héctor Enrique          |     |
| 14         | Centrocampista | Ricardo Giusti          |     |
| 16         | Centrocampista | Julio Olarticoechea     |     |
| 10         | Delantero      | Diego Maradona          |     |
| 11         | Delantero      | Jorge Valdano           |     |
| Entrenador | Entrenador     | Carlos Salvador Bilardo |     |

| 1          | Guardameta     | Jean-Marie Pfaff   |     |
| 2          | Defensa        | Eric Gerets        |     |
| 5          | Defensa        | Michel Renquin     | 54' |
| 13         | Defensa        | Georges Grün       |     |
| 21         | Defensa        | Stéphane Demol     |     |
| 22         | Defensa        | Patrick Vervoort   |     |
| 6          | Centrocampista | Franky Vercauteren |     |
| 8          | Centrocampista | Enzo Scifo         |     |
| 11         | Centrocampista | Jan Ceulemans      |     |
| 16         | Delantero      | Nico Claesen       |     |
| 18         | Delantero      | Daniel Veyt        |     |
| Entrenador | Entrenador     | Guy Thys           |     |

| 3 | Centrocampista | Ricardo Bochini | 85' |

| 10 | Centrocampista | Philippe Desmet | 54' |

| Anotado | 51' | Diego Maradona | 1:0 |
| Anotado | 63' | Diego Maradona | 2:0 |

| Amonestado | 33' | Jorge Valdano |

| Amonestado | 27' | Daniel Veyt |

| Árbitro             | Antonio Márquez      |
| Árbitros asistentes | Rómulo Méndez        |
| Árbitros asistentes | Carlos Silva Valente |

| Estadísticas      | Bandera de Argentina | Bandera de Bélgica |
| Tiros             | 19                   | 20                 |
| Tiros a puerta    | 6                    | 3                  |
| Tiros en el palo  | 0                    | 0                  |
| Faltas            | 12                   | 20                 |
| Saques de esquina | 6                    | 5                  |
| Penaltis          | 0                    | 0                  |
| Fueras de juego   | 5                    | 4                  |
| Posesión de balón | 53%                  | 47%                |

### Final

#### Argentina vs. Alemania Federal
| 29 de junio, 12:00 | Argentina                                | 3:2 (1:0) | Alemania Federal            | Estadio Azteca, México D. F.                                      |                                                                   |
|                    | Brown 23' · Valdano 56' · Burruchaga 84' | Reporte   | Rummenigge 74' · Völler 81' | Asistencia: 114 600 espectadores Árbitro(s): Romualdo Arppi Filho | Asistencia: 114 600 espectadores Árbitro(s): Romualdo Arppi Filho |

| 18         | Guardameta     | Nery Pumpido            |     |
| 5          | Defensa        | José Luis Brown         |     |
| 9          | Defensa        | José Luis Cuciuffo      |     |
| 19         | Defensa        | Oscar Ruggeri           |     |
| 2          | Centrocampista | Sergio Batista          |     |
| 7          | Centrocampista | Jorge Burruchaga        | 90' |
| 12         | Centrocampista | Héctor Enrique          |     |
| 14         | Centrocampista | Ricardo Giusti          |     |
| 16         | Centrocampista | Julio Olarticoechea     |     |
| 10         | Delantero      | Diego Maradona          |     |
| 11         | Delantero      | Jorge Valdano           |     |
| Entrenador | Entrenador     | Carlos Salvador Bilardo |     |

| 1          | Guardameta     | Harald Schumacher     |     |
| 2          | Defensa        | Hans-Peter Briegel    |     |
| 3          | Defensa        | Andreas Brehme        |     |
| 4          | Defensa        | Karlheinz Förster     |     |
| 14         | Defensa        | Thomas Berthold       |     |
| 17         | Defensa        | Ditmar Jakobs         |     |
| 6          | Centrocampista | Norbert Eder          |     |
| 8          | Centrocampista | Lothar Matthäus       |     |
| 10         | Centrocampista | Felix Magath          | 62' |
| 11         | Delantero      | Karl-Heinz Rummenigge |     |
| 19         | Delantero      | Klaus Allofs          | 46' |
| Entrenador | Entrenador     | Franz Beckenbauer     |     |

| 3 | Centrocampista | Ricardo Bochini | 85' |

| 21 | Centrocampista | Marcelo Trobbiani | 90' |

| Anotado | 23' | José Luis Brown  | 1:0 |
| Anotado | 56' | Jorge Valdano    | 2:0 |
| Anotado | 84' | Jorge Burruchaga | 3:2 |

| Anotado | 74' | Karl-Heinz Rummenigge | 2:1 |
| Anotado | 81' | Rudi Völler           | 2:2 |

| Amonestado | 17' | Diego Maradona      |
| Amonestado | 77' | Julio Olarticoechea |
| Amonestado | 81' | Héctor Enrique      |
| Amonestado | 85' | Nery Pumpido        |

| Amonestado | 21' | Lothar Matthäus    |
| Amonestado | 62' | Hans-Peter Briegel |

| Árbitro             | Romualdo Arppi Filho |
| Árbitros asistentes | Erik Fredriksson     |
| Árbitros asistentes | Berny Ulloa          |

| 18         | Guardameta     | Nery Pumpido            |     |
| 5          | Defensa        | José Luis Brown         |     |
| 9          | Defensa        | José Luis Cuciuffo      |     |
| 19         | Defensa        | Oscar Ruggeri           |     |
| 2          | Centrocampista | Sergio Batista          |     |
| 7          | Centrocampista | Jorge Burruchaga        | 90' |
| 12         | Centrocampista | Héctor Enrique          |     |
| 14         | Centrocampista | Ricardo Giusti          |     |
| 16         | Centrocampista | Julio Olarticoechea     |     |
| 10         | Delantero      | Diego Maradona          |     |
| 11         | Delantero      | Jorge Valdano           |     |
| Entrenador | Entrenador     | Carlos Salvador Bilardo |     |

| 1          | Guardameta     | Harald Schumacher     |     |
| 2          | Defensa        | Hans-Peter Briegel    |     |
| 3          | Defensa        | Andreas Brehme        |     |
| 4          | Defensa        | Karlheinz Förster     |     |
| 14         | Defensa        | Thomas Berthold       |     |
| 17         | Defensa        | Ditmar Jakobs         |     |
| 6          | Centrocampista | Norbert Eder          |     |
| 8          | Centrocampista | Lothar Matthäus       |     |
| 10         | Centrocampista | Felix Magath          | 62' |
| 11         | Delantero      | Karl-Heinz Rummenigge |     |
| 19         | Delantero      | Klaus Allofs          | 46' |
| Entrenador | Entrenador     | Franz Beckenbauer     |     |

| 3 | Centrocampista | Ricardo Bochini | 85' |

| 21 | Centrocampista | Marcelo Trobbiani | 90' |

| Anotado | 23' | José Luis Brown  | 1:0 |
| Anotado | 56' | Jorge Valdano    | 2:0 |
| Anotado | 84' | Jorge Burruchaga | 3:2 |

| Anotado | 74' | Karl-Heinz Rummenigge | 2:1 |
| Anotado | 81' | Rudi Völler           | 2:2 |

| Amonestado | 17' | Diego Maradona      |
| Amonestado | 77' | Julio Olarticoechea |
| Amonestado | 81' | Héctor Enrique      |
| Amonestado | 85' | Nery Pumpido        |

| Amonestado | 21' | Lothar Matthäus    |
| Amonestado | 62' | Hans-Peter Briegel |

| Árbitro             | Romualdo Arppi Filho |
| Árbitros asistentes | Erik Fredriksson     |
| Árbitros asistentes | Berny Ulloa          |

| Estadísticas      | Bandera de Argentina | Bandera de Alemania |
| Tiros             | 10                   | 11                  |
| Tiros a puerta    | 5                    | 2                   |
| Tiros en el palo  | 0                    | 0                   |
| Faltas            | 28                   | 26                  |
| Saques de esquina | 8                    | 5                   |
| Penaltis          | 0                    | 0                   |
| Fueras de juego   | 6                    | 4                   |
| Posesión de balón | 46%                  | 54%                 |

## Resultado
|                              |
| Bandera de Argentina         |
| Campeón Argentina 2.° título |

## Participación de jugadores
Los números dorsales de la selección Argentina para el mundial de la FIFA de México 1986 se dispusieron por orden alfabético,  con la excepción de Daniel Pasarella con el número 6, Diego Armando Maradona con el 10 y Jorge Valdano con el 11.
|    | Pos            | Jugador             | Equipo                                 | Edad | PJ | Goles |
| -- | -------------- | ------------------- | -------------------------------------- | ---- | -- | ----- |
| 1  | Delantero      | Sergio Almirón      | Club Atlético Newell's Old Boys        | 27   | 0  | 0     |
| 2  | Centrocampista | Sergio Batista      | Asociación Atlética Argentinos Juniors | 23   | 7  | 0     |
| 3  | Centrocampista | Ricardo Bochini     | Club Atlético Independiente            | 32   | 1  | 0     |
| 4  | Centrocampista | Claudio Borghi      | Asociación Atlética Argentinos Juniors | 21   | 2  | 0     |
| 5  | Defensa        | José Luis Brown†    | Club Atlético Boca Juniors             | 29   | 7  | 1     |
| 6  | Defensa        | Daniel Passarella   | FC Internazionale                      | 33   | 0  | 0     |
| 7  | Delantero      | Jorge Burruchaga    | Football Club Nantes                   | 23   | 7  | 2     |
| 8  | Defensa        | Néstor Clausen      | Club Atlético Independiente            | 23   | 1  | 0     |
| 9  | Defensa        | José Cuciuffo†      | Club Atlético Vélez Sarsfield          | 25   | 6  | 0     |
| 10 | Centrocampista | Diego Maradona†     | S. S. C. Napoli                        | 25   | 7  | 5     |
| 11 | Delantero      | Jorge Valdano       | Real Madrid Club de Futbol             | 30   | 7  | 4     |
| 12 | Centrocampista | Héctor Enrique      | Club Atlético River Plate              | 24   | 5  | 0     |
| 13 | Defensa        | Oscar Garre         | Club Ferro Carril Oeste                | 25   | 4  | 0     |
| 14 | Centrocampista | Ricardo Giusti      | Club Atlético Independiente            | 29   | 7  | 0     |
| 15 | Guardameta     | Luis Islas          | Club Estudiantes de La Plata           | 20   | 0  | 0     |
| 16 | Centrocampista | Julio Olarticoechea | Club Atlético Boca Juniors             | 27   | 7  | 0     |
| 17 | Delantero      | Pedro Pasculli      | US Lecce                               | 26   | 3  | 1     |
| 18 | Guardameta     | Nery Pumpido        | Club Atlético River Plate              | 28   | 7  | 0     |
| 19 | Defensa        | Oscar Ruggeri       | Club Atlético River Plate              | 24   | 7  | 1     |
| 20 | Centrocampista | Carlos Tapia        | Club Atlético Boca Juniors             | 23   | 2  | 0     |
| 21 | Centrocampista | Marcelo Trobbiani   | Millonarios Fútbol Club                | 31   | 1  | 0     |
| 22 | Guardameta     | Héctor Zelada       | Club América                           | 29   | 0  | 0     |

### Derechos de transmisión
La OTI poseía los derechos de transmisión para televisión abierta por lo tanto los canales de aire afiliados a dicha organización pudieron televisarlo, los cuatro canales de aire de la Capital Federal se dividieron los encuentros a televisar, ninguno envió equipos periodísticos a México sino que transmitieron desde Argentina.
Radio Argentina tenía los derechos para la transmisión radial del torneo, y contrató a Víctor Hugo Morales para que relatara desde México los partidos de la selección, lo hizo acompañado de Alejandro Apo, Juan Fazzini y Víctor Brizuela en los comentarios. Además la radio le cedió los derechos a Radio Rivadavia que realizó las transmisiones con José María Muñoz como comentarista, Enrique Macaya Márquez y Horacio García Blanco como otros relatores y comentaristas.